# 마마두 탄자

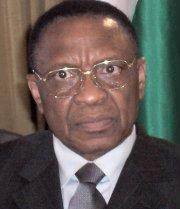
마마두 탄자

마마두 탄자(프랑스어: Mamadou Tandja, 1938년 ~ 2020년 11월 24일)는 니제르의 정치인으로, 1999년 ~ 2010년까지 니제르의 대통령을 지냈다. 1991년 ~ 1999년 사회발전국민운동 (National Movement of the Development Society (MNSD))의 지도자로 있었으며, 사회발전국민운동 대통령 후보로 1993년, 1996년 대통령 선거에서 낙선하고, 1999년 대통령 선거에서 당선되었다. 그는 또 대통령을 역임하는 동안, 2005년 ~ 2007년 서아프리카 경제 공동체의 의장도 맡은 바 있다.
탄자는 풀라인과 카누리인의 혼혈이며, 민족적으로 하우사인이나 자르마인이 아닌 첫 니제르 대통령이기도 했다. 2004년 대통령 선거에서 재선했으며, 두 번째 대통령 임기는 2009년에 종료되는 규정이 있었으나, 같은 해 신헌법을 국민 투표로 채택하고 (2009년 니제르 헌법 위기, 대통령 집권 기간을 연장하기 위해서 헌법을 개정한 사건), 신헌법 시행까지 니제르 잠정 정권을 이끄는 대통령으로서 2012년까지 임기 기간을 연장하였다.
또 이와 동시에 이전의 헌법에 있었던 3선 금지 규정이 신헌법에서 삭제돼 2012년 이후 장기 집권의 가능성이 제기되었으나, 2010년 살루 지보가 일으킨 군사 쿠데타로 대통령에서 축출당했다.